# Pinacoteca Giovanni e Marella Agnelli

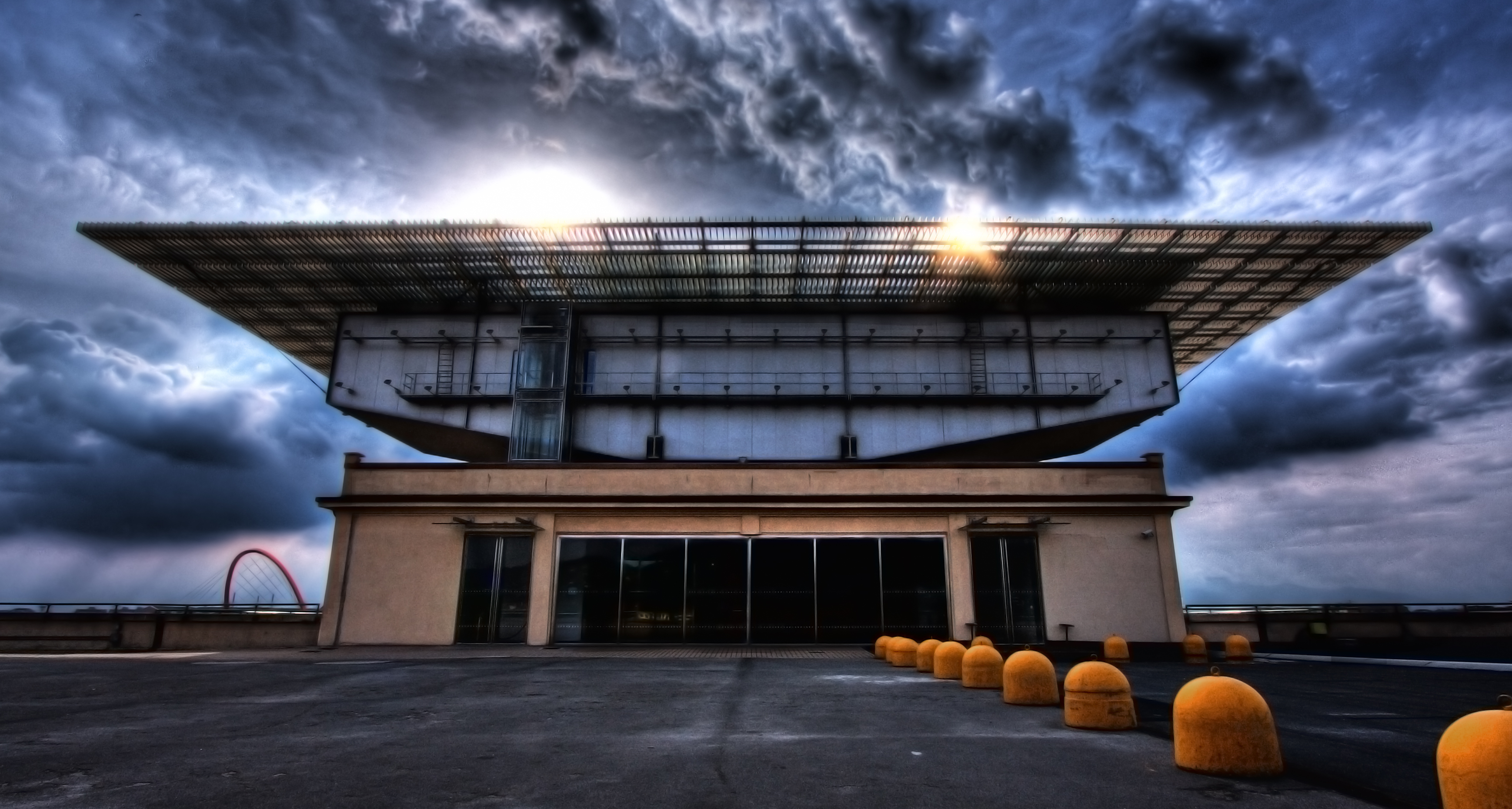

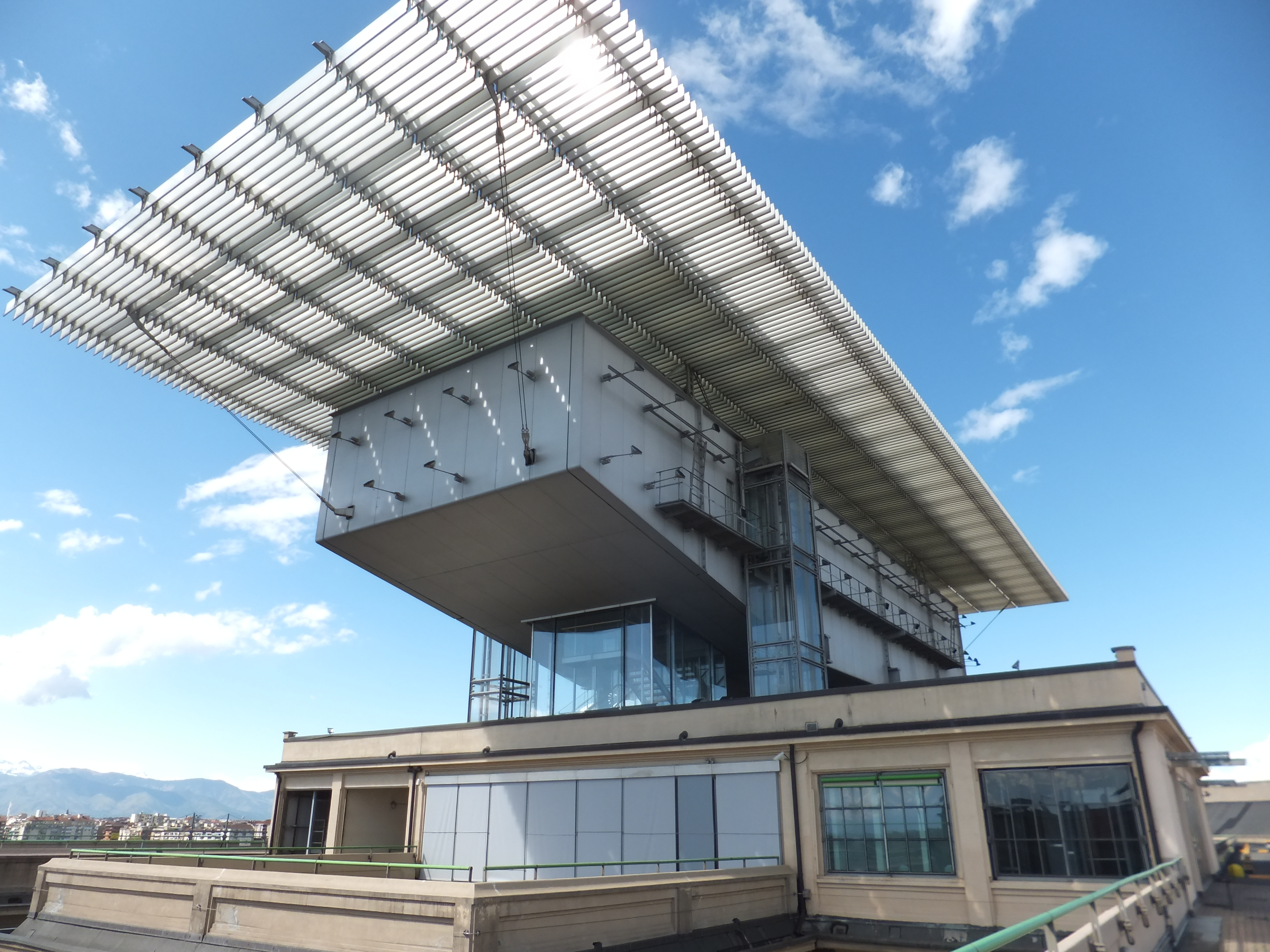

Die Pinacoteca Giovanni e Marella Agnelli ist ein Kunstmuseum in Turin. Die Pinakothek ist nach ihrem Stiftern Giovanni Agnelli und seiner Ehefrau Marella benannt. Die Eröffnung des vom Architekten Renzo Piano entworfenen Museums fand 2002 statt. Es beherbergt 25 Kunstwerke vom 18. bis 20. Jahrhundert.

## Geschichte
Die Idee, ein Museum für ihre Kunstsammlung zu errichten, hatte der Fiat-Gesellschafter Giovanni Agnelli bereits Anfang der 1960er Jahre. 1961 beauftragte er zunächst Carlo Scarpa mit der Planung eines Museums in der Nähe von Agnellis Wohnort Villar Perosa, das jedoch nicht zur Ausführung kam. 1984 erwarb Agnelli über eine Fiat-Tochtergesellschaft dann den Palazzo Grassi in Venedig, den er durch Antonio Foscari und Gae Aulenti für Museumszwecke umbauen ließ. In diesem Gebäude fanden seitdem vielbeachtete Wechselausstellungen statt. Die Kunstsammlung der Familie Agnelli wurde dort jedoch nicht ausgestellt. In den 1990er Jahren entstand schließlich die Idee zur Errichtung eines Kunstmuseums in Turin.

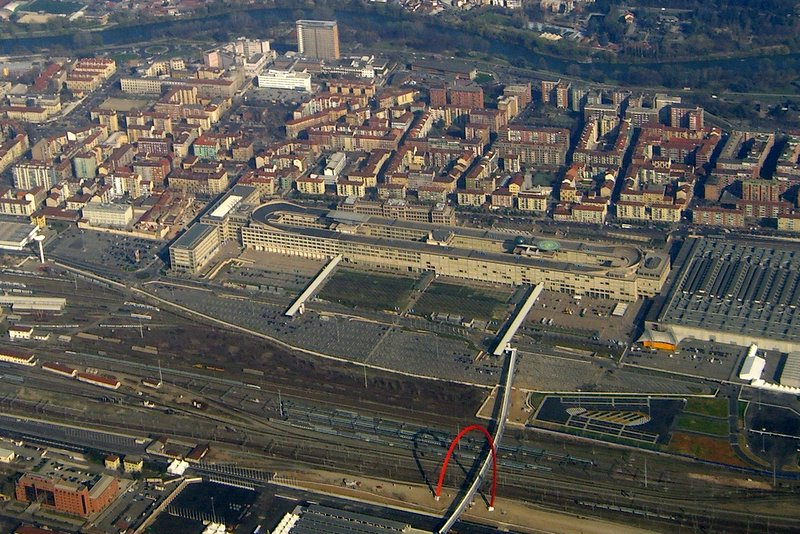
Blick auf das ehemalige Fiat-Fabrikgebäude und heutige Kunstmuseum

## Gebäude
Das Museum befindet sich auf dem Dach des 1982 stillgelegte Fiat-Werkes Lingotto. Das ursprünglich aus den 1920er Jahren stammende Gebäude wurde bis 1989 unter Leitung von Renzo Piano in ein Einkaufszentrum mit Hotel, Kongresszentrum und Theater umgebaut. Die Besonderheit des 500 Meter langen Lingotto-Gebäudes ist die ehemalige Rennstrecke auf dem Dach, die bis Anfang der 1980er Jahre als Autoteststrecke genutzt wurde. Innerhalb des Ovals der Rennstrecke entstand nach Renzo Pianos Plänen ein auf vier Trägern ruhender silberfarbener Gebäudekubus. Hierüber spannt sich ein weit überstehendes Lamellendach. Der Architekt bezeichnete das 2002 eingeweihte Gebäude scherzhaft als „Schrein“ und die Dachkonstruktion als „fliegenden Teppich“.

## Sammlung
Das Museum zeigt 23 Gemälde und zwei Skulpturen, die das Sammlerehepaar aus ihrer privaten Kunstsammlung in eine eigene Stiftung überführte. Unter den in der Pinakothek vertretenen Künstler des 18. Jahrhunderts ragt Giovanni Antonio Canal mit einer Werkgruppe von sechs Ansichten von Venedig hervor. Hinzu kommen zwei Gemälde von Bernardo Bellotto, auf denen die Dresdner Frauenkirche beziehungsweise die Katholische Hofkirche zu sehen sind. Ergänzt werden diese Bilder durch den „Hellebardier in einer Landschaft“ von Giovanni Battista Tiepolo.
Zu den Werken des 19. Jahrhunderts in der Pinakothek gehören zwei Skulpturen von Antonio Canova sowie die Gemälde „Die blonde Badende“ von Pierre-Auguste Renoir und „Die Negerin“ von Édouard Manet. Das 20. Jahrhundert beginnt im Museum mit Pablo Picassos „L'Hétaire“ aus dem Jahr 1901. Vom selben Maler ist zudem das 1915/16 entstandene kubistische Gemälde „Homme appuyé sur une table“ zu sehen. Etwa zeitgleich ist der Frauenakt „Nu couché“ von Amedeo Modigliani entstanden. Die größte Werkgruppe besitzt die Pinakothek von Henri Matisse, von dem die Pinakothek sieben Gemälde ausstellt. Weiterhin ist je ein Gemälde der italienischen Künstler Gino Severini und Giacomo Balla im Museum zu sehen.

## Galerie

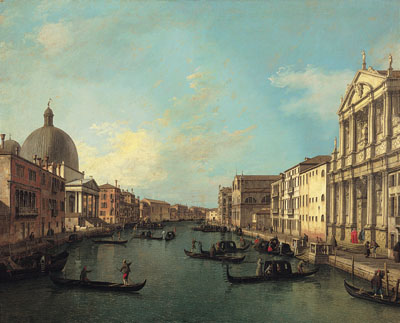
Giovanni Antonio Canal: Canal Grande und Santa Maria di Nazareth
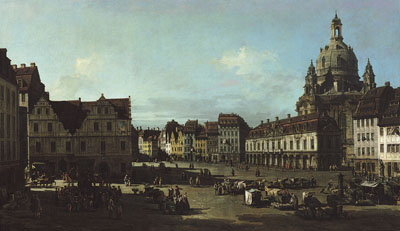
Bernardo Bellotto: Neumarkt mit Moritzstraße in Dresden
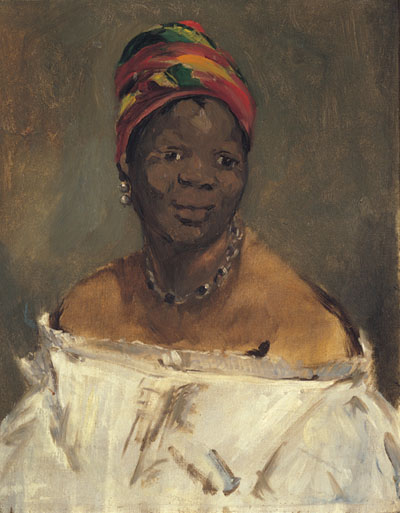
Édouard Manet: Die Negerin
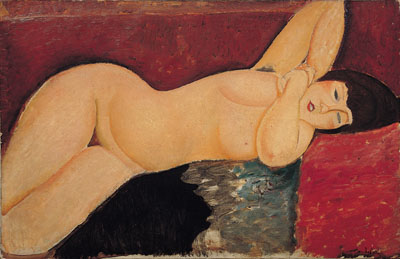
Amedeo Modigliani: Nu couché

## Ausstellungen
Neben der ständigen Sammlung werden in der Pinacoteca Agnelli auch Wechselausstellungen gezeigt. Hierzu zählten bisher Ausstellungen mit klassischer Fotografie von Muybridge bis Cartier-Bresson, Zeichnungen von Gustav Klimt und grafische Arbeiten des Expressionismus. Anlässlich der Olympischen Winterspiele in Turin 2006 zeigte die Pinakothek Landschaftsgemälde aus der Sammlung des Palazzo Barberini in Rom.
- 2014: Martino Gamper / Design is a State of Mind.